# Veľký Horeš
Veľký Horeš (Hongaars: Nagygéres) is een Slowaakse gemeente in de regio Košice, en maakt deel uit van het district Trebišov.
Veľký Horeš telt 970 inwoners.